# Monte Schaefer
Il Monte Schaefer (in lingua inglese: Mount Schaefer) è una montagna antartica, alta 1.825 m, che demarca l'estremità occidentale delle Robinson Heights, nei Monti dell'Ammiragliato, in Antartide. 
Il monte è stato mappato dall' United States Geological Survey (USGS) sulla base di rilevazioni e foto aeree scattate dalla U.S. Navy nel periodo 1960-63.
La denominazione è stata assegnata dall' Advisory Committee on Antarctic Names (US-ACAN) in onore di Paul W. Schaefer, biologo dell'United States Antarctic Research Program (USARP) presso la Stazione McMurdo nel 1966-67.